# James William Marshall
Pour les articles homonymes, voir James Marshall et Marshall.
James William Marshall, né le 14 août 1822 à Wilson (Virginie) et mort le 5 février 1910 à Washington (district de Columbia), est un homme politique américain. Membre du Parti républicain, il est Postmaster General des États-Unis en 1874 dans l'administration du président Ulysses S. Grant.

## Sources
- (en) Cet article est partiellement ou en totalité issu de l’article de Wikipédia en anglais intitulé « James William Marshall » (voir la liste des auteurs).